# Se Eu Não Te Amasse Tanto Assim (álbum)
Se Eu Não Te Amasse Tanto Assim é a primeira coletânea da artista musical brasileira Ivete Sangalo, lançada em 23 de julho de 2002 pela Universal Music. A coletânea reúne baladas românticas da cantora, lançadas desde seu primeiro álbum homônimo (1999) até o seu último, até o momento de lançamento da coletânea, Festa (2001), além de colaborações com artistas populares da música brasileira, em canções que não haviam entrado em nenhum álbum da cantora. 
O título do álbum é retirado da canção de mesmo nome, um dos sucessos da cantora, presente na compilação que ainda traz canções como "A Lua Q Eu Te Dei", "Back at One", entre outros. O álbum foi um sucesso, recebendo certificação de ouro pela Associação Brasileira dos Produtores de Discos (ABPD), pelas 100 mil unidades adquiridas, além de figurar na lista dos 30 mais vendidos em Portugal.

## Antecedentes e lançamento
| Críticas profissionais | Críticas profissionais |
| Avaliações da crítica  | Avaliações da crítica  |
| Fonte                  | Avaliação              |
| ---------------------- | ---------------------- |
| Carnasite              | [ 1 ]                  |

Após sair da Banda Eva, por onde ficou por seis anos, Sangalo saiu em carreira solo, lançando seu primeiro álbum, também intitulado Ivete Sangalo, no fim de 1999. O álbum extraiu os sucessos "Tá Tudo Bem", "Canibal" e "Se Eu Não Te Amasse Tanto Assim" – sendo que a última se tornou a canção mais tocada em 2000 –, além de ter vendido mais de 400 mil cópias. Já no final de 2000, Ivete lançou seu segundo álbum, intitulado Beat Beleza, que extraiu os sucessos "Pererê" e "A Lua Q Eu Te Dei", além de ter vendido mais de 240 mil cópias, mesmo não tendo alcançando o sucesso do primeiro álbum. Já o terceiro álbum, "Festa", lançado no fim de 2001, se tornou um enorme sucesso ao extrair um dos maiores êxitos da cantora, a canção "Festa", além de ter vendido mais de 500 mil cópias, se tornando seu álbum mais sucedido até o momento. Se Eu Não Te Amasse Tanto Assim foi lançado em 23 de julho de 2002 nas lojas físicas e digitais.
Após três anos de lançar álbuns consecutivos, Ivete resolveu não lançar um álbum de estúdio em 2002. No lugar deste, Ivete e sua gravadora resolveram criar uma coletânea que reunisse sucessos românticos da cantora ao longo de sua carreira, tanto solo, quanto junto com a Banda Eva, com o intuito de não deixar os fãs sem álbum em 2002, enquanto Ivete preparava um novo álbum para 2003. Para ela, "Nesses dez anos de carreira deixei muitos vícios de lado. Hoje extraio muito mais do compositor, coisas que ele nem imagina que eu gosto. Também já não acho mais que gravar um disco por ano é uma regra para ter sucesso."

## Repertório
O repertório de "Se Eu Não Te Amasse Tanto Assim" mescla sucessos da época em que Ivete fazia parte da Banda Eva, como "Coleção" e "Frisson", até faixas dos seus três álbum de estúdio. Do primeiro álbum, o Ivete Sangalo (1999), foi extraída a faixa que dá nome ao álbum e grande sucesso de Ivete, "Se Eu Não Te Amasse Tanto Assim", além da canção "Medo de Amar", dueto com Ed Motta. Já do segundo disco, Beat Beleza (2000), além do sucesso "A Lua Q Eu Te Dei", foram extraídas as canções "Meu Abraço" e "Postal". Do último, Festa (2001), foram extraídas as faixas "Back at One" (dueto com o cantor de R&B norte-americano Brian McKnight), "Em Mim, Em Você" e "Meu Maior Presente".
Dentre as que nunca entraram em nenhum álbum da cantora, estão "Fullgás", sucesso de Marina Lima nos anos 80, regravado ao vivo por Ivete no especial "Um Barzinho, Um Violão" de 2001; "Sal da Terra" (regravação de Beto Guedes que reflete a conscientização para os problemas causados pelo ser humano ao planeta terra) com participação da banda Roupa Nova e incluída no álbum da banda, intitulado Ouro de Minas, de 2001; "Por Causa de Você, Menina" gravada ao vivo em parceria com Jorge Ben; e "Loucuras de Uma Paixão" onde Ivete faz dueto com o sambista Jorge Aragão.

## Desempenho comercial
Se Eu Não Te Amasse Tanto Assim foi um sucesso, recebendo o certificado de ouro pela Pro-Música Brasil, pelas mais de 100 mil cópias vendidas no mesmo ano. O álbum também entrou nas paradas de sucesso de Portugal, estreando e alcançando o pico na posição de número 25, no "Portugal Albums Top 30", no dia 6 de junho de 2005. Na segunda semana, o álbum caiu para a posição de número 29, enquanto que na sua terceira semana, o álbum deu uma subida para a posição de número 26. O álbum permaneceu por 3 semanas nas paradas de sucesso do país.

## Faixas
| N.º | Título                                        | Compositor(es)                    | Álbum                                   | Duração |  |
| 1.  | "Se Eu Não Te Amasse Tanto Assim"             | Herbert Vianna Paulo Sérgio Valle | Ivete Sangalo (1999)                    | 4:09    |  |
| 2.  | "A Lua Q Eu T Dei"                            | Vianna                            | Beat Beleza (2000)                      | 3:33    |  |
| 3.  | "Coleção (feat. Banda Eva)"                   | Cassiano Paulo Zdanowski          | Hora H (1995)                           | 3:30    |  |
| 4.  | "Back at One (dueto com Brian McKnight)"      | McKnight Mônica Sangalo           | Festa (2001)                            | 3:38    |  |
| 5.  | "Frisson (Banda Eva feat. Grupo Ketama)"      | Tunai                             | Eva, Você e Eu (1998)                   | 3:37    |  |
| 6.  | "Medo de Amar (dueto com Ed Motta)"           | Ivete Sangalo                     | Ivete Sangalo (1999)                    | 4:56    |  |
| 7.  | "Meu Abraço"                                  | Sangalo Marquinhos Carvalho       | Beat Beleza (2000)                      | 3:54    |  |
| 8.  | "Fullgás"                                     | Antônio Cícero Marina Lima        | Um Barzinho, Um Violão - Ao Vivo (2001) | 3:32    |  |
| 9.  | "O Sal da Terra (feat. Roupa Nova)"           | Beto Guedes Ronaldo Bastos        | Ouro de Minas (2001)                    | 4:08    |  |
| 10. | "Em Mim, Em Você"                             | Gigi Sangalo                      | Festa (2001)                            | 3:41    |  |
| 11. | "Postal"                                      | Cassiano                          | Beat Beleza (2000)                      | 4:43    |  |
| 12. | "Por Causa de Você, Menina (feat. Jorge Ben)" | Jorge Ben                         | inédita                                 | 5:00    |  |
| 13. | "Meu Maior Presente"                          | Ramón Cruz                        | Festa (2001)                            | 3:37    |  |
| 14. | "Loucuras de Uma Paixão (feat. Jorge Aragão)" | Mauro Diniz                       | inédita                                 | 4:21    |  |

## Desempenho nas tabelas musicais e certificação
| País — Tabela musical (2002) | Posição de pico |
| ---------------------------- | --------------- |
| Brasil (HITS Rio de Janeiro) | 3               |
| Brasil (HITS São Paulo)      | 6               |
| Portugal (Albums Top 30)     | 25              |

| Região                                         | Certificação | Vendas   |
| ---------------------------------------------- | ------------ | -------- |
| Brasil (Pro-Música Brasil)                     | Ouro         | 100,000* |
| ^distribuições baseadas apenas na certificação |              |          |